# Poa acicularifolia
Poa acicularifolia je vrsta trave iz roda vlasnjača. Novozelandski je endem sa dvije podvrste, obje ograničene na Južni otok

## Opis
To je mala, čupava plavo-zelena trajnica s rizomima koji su međusobno povezani i tvore rahle prostirke. Biljke visoke 100-200 mm u cvatnji, izrastaju iz drvenastog, jako razgranatog rizoma, sa žilavim, vrlo dugim puzavim korijenjem u čvorovima i brojnim finim korijenčićima; grananje intravaginalno; lisne plojke koje se dezartikuliraju na liguli. Omotač lista svijetlo krem do kasnije sivosmeđe boje, mnogo širi od plojke lista, gol, opnast, rijetko rebrast; rubovi vrlo široki hijalin. Cvatnja od listopada doprosinca; plodovi od prosinca–ožujka.

## Broj kromosoma
2n = 28.

## Podvrste
- Poa acicularifolia subsp. acicularifolia
- Poa acicularifolia subsp. ophitalis Edgar